# Елюй Илия
Елюй Илия (кит. 耶律夷列, пиньинь Yēlǜ Yíliè, ? — 1163) — император и гурхан Каракитайского ханства.
Елюй Илия был сыном основателя Каракитайского государства Елюй Даши — киданьского полководца, который после того, как государство киданей было разгромлено чжурчжэнями, ушёл с верными людьми далеко на запад и завоевал себе земли в Центральной Азии. На момент смерти отца в 1142 году Илия, очевидно, был ещё слишком мал, так как правителем империи стала вдова Даши Табуян. Елюй Илия взошёл на трон в 1151 году. Джузджани сообщает, что
[Когда кара-кидани] возвысились, главными людьми (министрами?) у них, подряд друг за другом, были несколько человек, и среди тех, кто жил приблизительно в моё время и о которых я слышал от рассказчиков, были И-ма, Сункам, Арбаз, Юма и Банико (из Тараза), а их монархом была женщина, и, наконец, после той женщины был мужчина и его титулом был Гур Хан.
Взяв себе девизом правления «Шаосин» (绍兴), Елюй Илия продолжил укрепление государственного аппарата и провёл ряд административных реформ. В частности, по его указу была проведена перепись населения (было насчитало 84 500 хозяйств).

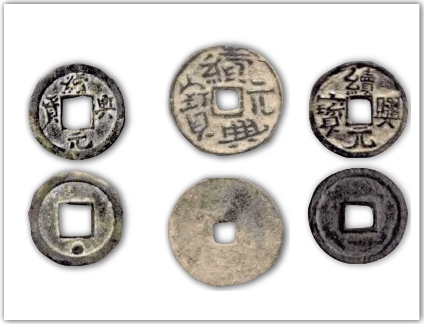
В Кыргызстане найдены Киданиские монеты сюйсин

Когда в империи Цзинь от уйгуров узнали о смерти Елюй Даши, то чжурчжэни отправили к западным киданям посла Наньгэ Ханьну. Как стало известно лишь в 1175 году, при встрече с гурханом посол повёл себя нагло и потребовал признать сюзеренитет Цзинь, за что был убит. Тем временем, не получая ответа на своё требование, чжурчжэни в 1156 году дали полководцу Болундуню направить войска в район Кэдуньчэна, чтобы создать там военное поселение. Елюй Илия решил установить нормальные отношения с чжурчжэнями, и послал несколько патрульных сотен, чтобы провести чжурчжэньский корпус в этот район. Состоялись переговоры с послами Болундуня, которые, однако, закончились безрезультатно.
В 1156 году карлуки убили правителя Самарканда Тамгадж-хана. Кидани поставили новым наместником в Самарканде Джагры-хана, который жестоко подавил мятеж. Тогда карлукские вожди обратились за помощью к хорезмшаху Тадж ад-Дин Ил-Арслану, который, после некоторых колебаний, принял их сторону, и в июле 1158 года вступил со своим войском в Мавераннахр. Самаркандский хан обратился за помощью к гурхану, и Елюй Илия прислал ему десятитысячный отряд под командованием Илек-туркмена. Илек-туркмен, убедившись в превосходстве сил хорезмийцев, запросил мира. По условиям мира карлукские эмиры были с почётом восстановлены в своих должностях. Увидев такое поражение западных киданей, другие туркменские феодалы также осмелели.
В июле 1163 года Елюй Илия умер; он получил посмертное храмовое имя «Жэнь-цзун» (仁宗). Так как его сын в это время был ещё слишком мал, то регентом государства стала младшая сестра покойного гурхана Елюй Пусувань.